# Grön mamba
Grön mamba (Dendroaspis angusticeps), även kallad östlig grön mamba, är en trädlevande giftsnok som lever från de kustnära skogarna i Östra Kapprovinsen i Sydafrika, till Moçambique och Zimbabwe.

## Utseende
Den gröna mamban är den minsta ormen i släktet mambor med en genomsnittlig längd på 1,8 meter men de längsta som har påträffats är 3,7 meter. Den är glansigt gräsgrön med ljusgrön undersida. Ormen har ett tydligt utmärkande huvud med en lång smal svans.

## Beteende
Ormen lever i huvudsak i träd och tar sig sällan ner till marken såvida den inte jagar ett byte eller solar sig. Gröna mambor är dygnet runt-djur. Till skillnad från den svarta mamban är den skygg och inte lika aggressiv och den hugger inte ofta när den blir hotad utan drar sig istället undan faran. Fortsatta provokationer får dock ormen att hugga och bita, men det är ovanligt.
Gröna mambor bygger sina bon nära träd, ofta i gröna skogar, kustskogar eller fuktiga savanner. Bambusnår och mangoplantager är också kända tillhåll.

## Föda
Födan består i huvudsak av småfåglar, fågelägg och små gnagare. Unga mambor äter ibland även andra reptiler, som till exempel kameleonter.

## Fortplantning
Parningsakten kan ta upp till 17 timmar. Den gröna mamban är oviparisk och lägger 6-17 ägg på sommaren, vanligen i håliga träd i gles vegetation. När äggen kläcks är ungarna 35–45 centimeter långa och giftiga direkt från födseln. Hanarna inom arten är kända för att strida för att få para sig, liknande kamperna mellan kungskobrans hanar. Kamperna som kan hålla på i flera timmar innefattar brottning där ormarna slingrar sig om varandra och knuffar rivalen till marken, men det förekommer inte att de biter varandra.

## Gift
Den gröna mambans gift är mycket neurotoxiskt. Det liknar sammansättningen och verkningarna i giftet hos svart mamba, men det är bara en tiondel så toxiskt och den mängd som ormen injicerar i bytet är mindre ju mindre ormen är. Trots detta är betten dödliga och måste behandlas omedelbart.